# Джон Вільям Вессі
Джон Вільям Вессі молодший (англ. John William Vessey Jr.; 29 червня 1922, Міннеаполіс — 18 серпня 2016, Норт-Окс) — американський воєначальник, генерал армії США (1976), 10-й голова Об'єднаного комітету начальників штабів (1982⁣—1985) та 17-й заступник начальника штабу армії (1979—1982). Учасник Другої світової, Корейської та В'єтнамської війн. Спеціальний емісар у В'єтнамі з розшуку зниклих американських військових (1985—1996).

## Біографія
Військова кар'єра
- травень 1939 — рядовий
- 1 вересня 1942 — перший сержант
- 6 травня 1944 — другий лейтенант
- 1 квітня 1946 — перший лейтенант
- 4 січня 1951 — капітан
- 14 травня 1958 — майор
- 7 січня 1963 — підполковник
- 28 листопада 1967 — полковник
- 1 квітня 1971 — бригадний генерал
- 1 серпня 1974 — генерал-майор
- 1 вересня 1975 — генерал-лейтенант
- 1 листопада 1976 — генерал

Джон Вільям Вессі народився в Міннеаполісі, штат Міннесота, 29 червня 1922 року в сім'ї Джона Вільяма Вессі та Емілі Кетрін (Рош) Вессі. Коли йому стало 18 років, він зарахувався до Національної гвардії Міннесоти. Службу розпочав рядовим, мотоциклетним кур'єром, у 59-й бригаді польової артилерії 34-ї піхотної дивізії. У лютому 1941 року його підрозділ був відмобілізований для навчання та підготовки в очікуванні участі США у Другій світовій війні
Перший бойовий досвід Вессі здобув у Північній Африці, беручи участь у бойових діях у складі 34-ї піхотної дивізії. Досвід ранніх американських невдач у Північній Африці на все життя викарбував у Вессі усвідомлення потреби в реалістичній бойовій підготовці, сучасному обладнанні, фізичній підготовці та чіткій взаємодії між повітряними та наземними компонентами військ. Бився у Туніській та Італійській кампаніях, першим сержантом брав участь у висадці морського десанту на плацдармі Анціо в Італії в травні 1944 року. За бойові заслуги отримав звання другого лейтенанта, після чого служив передовим спостерігачем в артилерійських підрозділах і частинах.
Після війни Вессі продовжував офіцерську службу в лавах Збройних сил США, більшу частину він служив у формуваннях польової артилерії. У 1950-х роках він служив у 4-й піхотній дивізії в Німеччині та у 8-й армії США в Республіці Корея. Протягом цього періоду Вессі також навчався в Командно-штабному коледжі у Форт Лівенворті, штат Канзас.
В університетському коледжі Університету Меріленда в 1963 році здобув ступінь бакалавра військових наук. 1965 року здобув ступінь магістра наук з ділового адміністрування Університету Джорджа Вашингтона. З 1963 по 1965 рік Вессі командував 2-м артилерійським дивізіоном 73-го полку польової артилерії 3-ї бронетанкової дивізії; потім рік навчався в Індустріальному коледжі Збройних Сил.
Під час війни у В'єтнамі впродовж року був на посаді начальнику штабу артилерії 25-ї піхотної дивізії. У березні 1967 року, виконуючи обов'язки командира 2-го дивізіону 77-го артилерійського полку, йому було доручено створити базу вогневої підтримки в Суої-Че під час операції «Джанкшен-Сіті». Глибоко на території, контрольованій ворогом, Вессі зі своїм підрозділом організував оборону бази вогневої підтримки, націливши артилерію на ймовірні напрями підходу ворога та відпрацьовувавши плани контратаки. Під час атаки посиленого полку в'єтконгівців база була частково захоплена. Вессі та його людям довелося вести вогонь з гаубиць впритул по противнику. Попри значну чисельну перевагу, захисники за підтримки вогню бойових кораблів і артилерії підтримки знищили чотири сотні своїх ворогів, успішно захитивши базу вогневої підтримки. Підполковник Вессі отримав хрест «За видатні заслуги» за дії під час бою.
З В'єтнаму Вессі поїхав для продовження служби до Німеччини, де спочатку, з жовтня 1967 року до березня 1969 року, служив начальником артилерії 3-ї бронетанкової дивізії, а потім, протягом року — начальником штабу дивізії. У грудні 1970 року Вессі повернувся до Південно-Східної Азії, щоб очолити Командування підтримки армії США в Таїланді. У січні 1972 року вирушив до Лаосу, щоб координувати всі військові операції США, що проводилися в цій країні.
Після повернення до США Вессі став директором з операцій в офісі заступника начальника штабу армії з операцій і планів. У серпні 1974 року, підвищений до генерал-майора, він прийняв командування 4-ю піхотною (механізованою) дивізією у форті Карсон, Колорадо. Підвищений до генерал-лейтенанта у вересні 1975 року, Вессі став заступником начальника штабу армії з операцій і планів.
З 1976 по 1979 рік служив у Республіці Корея на посаді командувача 8-ї армії США і одночасно командувача збройними силами США в Кореї та Головнокомандувача Командування Об'єднаних Націй. 1978 року Вессі став першим головнокомандувачем Об'єднаного командування збройних сил Республіки Корея та США. З липня 1979 року по червень 1982 року Вессі обіймав посаду заступника начальника штабу армії США.
18 червня 1982 року Вессі став десятим головою Об'єднаного комітету начальників штабів і останнім ветераном Другої світової війни, який обіймав цю посаду. Був єдиним головою ОКНШ, який не був ані керівником одного з видів ЗС, ані командувачем об'єднаного чи спеціального командування. Обіймав посаду голови Об'єднаного комітету в період безпрецедентного зростання американських витрат на оборону в мирний час і розширення військової присутності США в усьому світі, спрямованої на протидію зростанню радянської військової могутності.
Вессі та командувачі видів ЗС вважали, що їх головне завдання полягало в тому, щоб переконати радянських лідерів у тому, що їхній пошук військової переваги та геостратегічної переваги є безплідним. У Європі вони підштовхнули суперечливе, але успішне розгортання «Першинг» II і крилатих ракет наземного базування, щоб компенсувати загрозу з боку радянських БРСД СС-20. У південно-західній Азії дуже помітна військова активність США підкреслила зобов'язання США захищати свої життєво важливі інтереси в регіоні. У Центральній Америці навчання та розвідувальні дані були надані для підтримки зусиль проти про-комуністичних повстанців.
Під час перебування на посаді Вессі приділяв дедалі більше уваги до космічного простору, як театру воєнних дій у майбутніх війнах. На початку 1983 року Об'єднаний комітет начальників штабів доповів президенту, що захист від ядерних ракет може бути технічно можливим у наступному столітті. На їх подив, Рональд Рейган схопився за цю концепцію і 23 березня 1983 року оголосив про своє бачення Стратегічної оборонної ініціативи (СОІ). Розуміючи величезні військові переваги, які можна отримати від операцій у космосі та з метою підтримки СОІ, ОКНШ рекомендував створити єдине командування для ведення дій у космосі. 23 вересня 1985 року Космічне командування США було активовано.